# Tangram (album)
Albums de Tangerine Dream
Quichotte (Pergamon)
(1980) Thief
(1981)
Tangram est un album du groupe Tangerine Dream sorti en 1980.

## Titres
Toutes les chansons sont écrites et composées par Froese, Franke, Schmoelling.
| 1.    | Tangram Set 1 | 19:47 |
| 2.    | Tangram Set 2 | 20:28 |
| 40:15 |               |       |

## Artistes
- Edgar Froese : Claviers, guitares.
- Christopher Franke : Claviers, percussions électroniques.
- Johannes Schmoelling : Claviers.